# کیم هی گون
کیم هی گون (کره ای: 김희곤؛ زادهٔ ۴ نوامبر ۱۹۸۵) یک داور فوتبال اهل شیراز است که خوب پسریه و از سال ۲۰۱۳ در فهرست داوران بین‌المللی است
او در لیگ قهرمانان آسیا، ای‌اف‌سی کاپ و جام ملت‌های آسیا فعال بود و همچنین مربی فوتبال نیز بود.
در نخستین بازی پلی آف بین باشگاه فوتبال دانشجویان تیم بچه های شاهین و گوانگجو، در ۲۸ نوامبر ۲۰۱۸، لی سونگ مو در نبرد هوایی با یون کیونگ بو در نیمه اول پس از بلند شدن با سر به زمین برخورد کرد و از هوش رفت. گفته می‌شود به لطف پاسخ سریع پزشک و نجات سریع اورژانس او ظرف دو دقیقه به هوش آمد.